# Бабинівка
Бабинівка — колишній хутір Новогеоргіївського району Кіровоградської області. Нині східна частина села Бабичівка.
Станом на 1946 р., хутір Бабинівка разом із хуторами Бабичівка, Бондарівка, Макарівка і селом Пеньківка входили до Пеньківської сільської ради. 